# Luschki (Kaliningrad, Slawsk)
Luschki (russisch Лужки, deutsch Dittballen, 1938 bis 1945 Streulage, litauisch Didbaliai) ist ein Ort in der russischen Oblast Kaliningrad. Er gehört zur kommunalen Selbstverwaltungseinheit Stadtkreis Slawsk im Rajon Slawsk.

## Geographische Lage
Luschki liegt fünf Kilometer nordöstlich der Kreisstadt Slawsk (Heinrichswalde) unmittelbar an der Grenze zur Stadt Sowetsk (Tilsit). Durch den Ort verläuft eine Nebenstraße, die Slawsk mit Sowetsk verbindet. Die nächste Bahnstation ist Rschewskoje (Adlig Linkuhnen) an der Bahnstrecke Kaliningrad–Sowetsk (Königsberg–Tilsit).

## Geschichte
Das ehemals Dittballen genannte kleine Dorf wurde 1874 in den neu errichteten Amtsbezirk Sandfluß (1938 bis 1946: Lindental, heute russisch: Prigorodnoje) eingegliedert und gehörte bis 1945 zum Kreis Niederung (1938 in „Kreis Elchniederung“ umbenannt) im Regierungsbezirk Gumbinnen der preußischen Provinz Ostpreußen. Am 3. Juni 1938 wurde Dittballen aus politisch-ideologischen Gründen der Vermeidung fremdländisch klingender Ortsnamen in „Streulage“ umbenannt.
Im Jahre 1945 kam der Ort in Kriegsfolge mit dem nördlichen Ostpreußen zur Sowjetunion. Er erhielt 1947 die russische Bezeichnung „Luschki“ und wurde gleichzeitig dem Dorfsowjet Rschewski selski Sowet im Rajon Slawsk zugeordnet. Später gelangte der Ort in den Timirjasewski selski Sowet. Von 2008 bis 2015 gehörte Luschki zur Landgemeinde Timirjasewskoje selskoje posselenije und seither zum Stadtkreis Slawsk.

### Einwohnerentwicklung
| Jahr | Einwohner |
| ---- | --------- |
| 1910 | 85        |
| 1925 | 68        |
| 1933 | 65        |
| 1939 | 80        |
| 2002 | 91        |
| 2010 | 78        |

## Kirche
Die Bevölkerung Dittballens resp. Streulage war vor 1945 mehrheitlich evangelischer Konfession. Der Ort gehörte zum Kirchspiel der Kirche Heinrichswalde (heute russisch: Slawsk) innerhalb des Kirchenkreises Niederung (Elchniederung) in der Kirchenprovinz Ostpreußen der Kirche der Altpreußischen Union. Der kirchliche Bezug nach Slawsk besteht auch heute. In der Kreisstadt hat sich eine evangelisch-lutherische Gemeinde gebildet, die Pfarrsitz der gleichnamigen Kirchenregion innerhalb der Propstei Kaliningrad (Königsberg) der Evangelisch-lutherischen Kirche Europäisches Russland ist.